# Koračův pohár

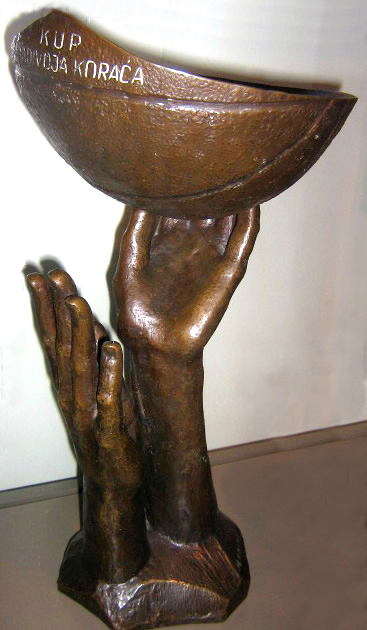
Trofej Koračůva poháru

Koračův pohár FIBA  (anglicky Korac Cup) byla v letech 1972 až 2002 třetí nejvýznamnější evropská soutěž basketbalových klubů mužů organizovaná FIBA Europe pro kluby, které nebyly účastníky Poháru evropských mistrů (později Euroliga), resp. Poháru vítězů pohárů (později Evropského poháru FIBA, Eurocupu nebo Saportova poháru). Pohár byl nazván podle jugoslávského hráče Radivoje Korače, který tragicky zahynul v roce 1969.
V roce 2002 došlo ke sloučení Saportova poháru a Koračova poháru do nové soutěže ULEB Cup, jejíž řízení a organizaci od roku 2002 převzal ULEB (Unie evropských basketbalových lig), která v roce 2008 změnila název soutěže na ULEB Eurocup.
Nejvíce finálových účastí v poháru (pět) má italský klub Pallacanestro Cantu, který v poháru zvítězil čtyřikrát (1973–1975, 1991) a byl na 2. místě v roce 1989. Čtyřikrát hrál ve finále jugoslávský klub KK Partizan Bělehrad (vítěz: 1978, 1979, 1989, 2. místo: 1974) a francouzský Limoges CSP (vítěz: 1982, 1983, 2000, 2. místo: 1987).

## Vítězové a výsledky finále poháru
Pokud byly hrány dva finálové zápasy, tak * označuje skóre zápasu hraného doma.
| Ročník  | Město zápasu         | Vítěz                            | Finalista                        | Skóre                    |
| 1972    | Bělehrad / Záhřeb    | Lokomotiva Záhřeb                | OKK Bělehrad                     | 71–*83 / *94–73          |
| 1973    | Cantu / Mechelen     | Cantu (Forst)                    | RC Mechelen (Maes Pils)          | *106–75 / 85–*94         |
| 1973–74 | Cantu / Bělehrad     | Cantu (Forst)                    | Partizan Bělehrad                | *99–86 / 75–*68          |
| 1974–75 | Barcelona / Cantu    | Cantu (Forst)                    | FC Barcelona                     | *69–71 / 85–*110         |
| 1975–76 | Split / Torino       | Split (Jugoplastika)             | Auxilium Torino (Chinamartini)   | *97–84 / 82–*82          |
| 1976–77 | Ženeva               | Split (Jugoplastika)             | Fortitudo Bologna (Alco)         | 87–84                    |
| 1977–78 | Banja Luka           | Partizan Bělehrad                | Bosna Sarajevo                   | 117–110 (prodl.)         |
| 1978–79 | Bělehrad             | Partizan Bělehrad                | Sebastiani Rieti (Arrigoni)      | 108–98                   |
| 1979–80 | Lutych               | Sebastiani Rieti (Arrigoni)      | Cibona Záhřeb                    | 76–71                    |
| 1980–81 | Barcelona            | Joventut Badalona                | Venezia (Carrera)                | 105–104 (prodl.)         |
| 1981–82 | Padova               | Limoges CSP                      | Šibenka Šibenik                  | 90–84                    |
| 1982–83 | Berlín               | Limoges CSP                      | Šibenka Šibenik                  | 94–86                    |
| 1983–84 | Paříž                | EB Pau-Orthez                    | Crvena Zvezda Bělehrad           | 97–73                    |
| 1984–85 | Brusel               | Olimpia Miláno (Simac)           | Pallacanestro Varese (Ciao Crem) | 91–78                    |
| 1985–86 | Caserta / Řím        | Virtus Roma (Banco di Roma)      | Juvecaserta (Mobilgirgi)         | 84–*78 / *73–72          |
| 1986–87 | Barcelona / Limoges  | FC Barcelona                     | Limoges CSP                      | *106–85 / 97–*86         |
| 1987–88 | Madrid / Záhřeb      | Real Madrid                      | Cibona Záhřeb                    | *102–89 / 93–*94         |
| 1988–89 | Cucciago / Bělehrad  | Partizan Bělehrad                | Cantu (Wiwa Vismara)             | 76–*89 / *101–82         |
| 1989–90 | Pesaro / Badalona    | Joventut Badalona                | VL Pesaro (Scavolini)            | 99–*98 / *96–86          |
| 1990–91 | Madrid / Cucciago    | Cantu (Clear)                    | Real Madrid                      | 73–*71 / *95–93 (prodl.) |
| 1991–92 | Řím / Pesaro         | Virtus Roma (il Messaggero)      | VL Pesaro (Scavolini)            | *94–94/ 99–*86           |
| 1992–93 | Řím / Milan          | Olimpia Miláno (Philips)         | Virtus Roma                      | 95–*90/ *106–91          |
| 1993–94 | Soluň / Terst        | PAOK (Bravo)                     | Terst (Stefanel)                 | *75–66 / 100–*91         |
| 1994–95 | Milan / Berlín       | Alba Berlín                      | Olimpia Miláno (Stefanel)        | 87–*87 / *85–79          |
| 1995–96 | Istanbul / Milan     | Efes Pilsen                      | Olimpia Miláno (Stefanel)        | *76–68 / 70–*77          |
| 1996–97 | Soluň / Bursa        | Aris Soluň                       | Tofas Bursa                      | *66–77 / 88–*70          |
| 1997–98 | Verona / Bělehrad    | Scaligera Verona (Rielo Mash J.) | Crvena Zvezda Bělehrad           | *68–74 / 73–*64          |
| 1998–99 | Madrid / Barcelona   | FC Barcelona                     | Estudiantes (Adecco)             | 77–*93 / *97–70          |
| 1999–00 | Limoges / Málaga     | Limoges CSP                      | Málaga (Unicaja)                 | *80–58 / 51–*60          |
| 2000–01 | Málaga / Vršac       | Málaga (Unicaja)                 | Hemofarm Vršac                   | *77–47 / 71–*69          |
| 2001–02 | Nancy / Rostov na D. | SLUC Nancy                       | Lokomotiv Rostov                 | *98–72 / 74–*95          |

Rozhodčí
Z celkového počtu 55 finálových zápasů čeští a slovenští rozhodčí byli jedním ze dvou rozhodčích 6 finálových utkání, a to: Vladimír Novotný (1973), Ľubomír Kotleba (1978, 1987), Viliam Koller (1990, 1996), Peter Sudek (2001).

## Účast českých a slovenských klubů v Koračově poháru
České a slovenské basketbalové kluby hrály v 21 z 31 ročníků Koračova poháru, nezúčastnily se 10 ročníků (prvních šesti 1972 až 1977, dále 1980, 1984 až 1986).
- Nejvíce ročníků poháru odehrály: Sparta Praha 12, Inter Bratislava 9, NH Ostrava 8, Slavia VŠ Praha / USK Praha 6, BK Nový Jičín a BC Prievidza 5, BC Brno 4.
- Nejvíce zápasů: 50 Sparta Praha, 48 Inter Bratislava, 34 NH Ostrava, 26 USK Praha, 18 Opava a Prievidza, 15 Nový Jičín, 14 BC Brno, 12 Svit, 10 Pezinok.
- Úspěchy:
- účast ve čtvrtfinále: BK Opava (2001)
- účast ve čtvrtfinálové skupině - 4x: Sparta Praha a Inter Bratislava, 2x: NH Ostrava a USK Praha, 1x: Opava, Nový Jičín, BC Brno, Prievidza, Svit a Pezinok
- účast v osmifinále: TU Košice (1994), USK Praha (1995)

### české kluby
BC Sparta Praha - účast 12 ročníků
- Celkem 50 zápasů (12 vítězství - 38 porážek), 4× ve čtvrtfinálové skupině (1996 až 2000).
- 1989-90 2 zápasy (1-1 161-183) - 1. kolo Bellinzona Basket, Švýcarsko (88-83, 73-80)
- 1990-91 2 zápasy (1-1 139-144) - 1. kolo Panathinaikós Athény, Řecko (75-72, 64-72), rozdíl 5 bodů ve skóre
- 1992-93 2 zápasy (0-2 162-186) - 1/32 AEK BC Athény, Řecko (82-91, 80-95)
- 1993-94 4 zápasy (3-1 351-319) - 1. kolo BC Lugano, Švýcarsko (101-66, 98-71), 1/32 Fenerbahce SK Istanbul, Turecko (96-87, 56-95)
- 1994-95 2 zápasy (1-1 143-151) - 1. kolo BBC Goodyear-Belgacom Aalst, Belgie (68-60, 75-91)
- 1995-96 2 zápasy (0-2 110-149) - 1. kolo JDA Dijon, Francie (59-71, 51-78)
- 1996-97 8 zápasů (1-7 497-616) - předkolo MKS Polonia Przemyśl, Polsko (72-64, 68-70), 4. místo ve čtvrtfinálové skupině L (0-6 357-482), Levallois SC, Francie 59-72, 45-82), KK Benston Záhřeb, Chorvatsko (63-90, 41-60), Maccabi Rishon Le Ziyon BC, Izrael (80-84, 69-94)
- 1997-98 8 zápasů (3-5 512-641) - předkolo MKS Polonia Przemysl, Polsko (63-60, 75-67), 4. místo ve čtvrtfinálové skupině H (1-5, 374-514), SLUC Nancy Basket, Francie (77-85, 56-103), BC Echo Houthalen, Belgie (78-76, 62-70), Tau Cerámica Baskonia Vittoria, Španělsko (52-91, 49-89)
- 1998-99 8 zápasy (1-7 503-594) - předkolo AE Achilleas Kamakliou Nicosia, Kypr (97-65, 54-71), 4. místo ve čtvrtfinálové skupině G (0-6, 352-458), AS Apollon Patras, Řecko (62-85, 64-72), HKK Brotnjo Citluk, Bosna (43-55, 67-85), Maccabi Ironi Raanana BC, Izrael (66-81, 50-80)
- 1999-00 8 zápasů (1-7 538-639) - předkolo UBM Arkadia Traiskirchen, Rakousko (63-70, 78-67), 4. místo ve čtvrtfinálové skupině F (0-6, 397-502), Maccabi Ramat-Gan BC, Izrael (68-71, 71-99), Marousi BC Athény, Řecko (63-103, 82-85), KK Záhřeb, Chorvatsko (51-62, 62-82)
- 2000-01 2 zápasy (0-2 110-161) - 1. kolo DJK Würzburg, Německo (59-71, 51-90)
- 2001-02 2 zápasy (0-2 151-213) - 1. kolo KK Pivovarna Laško, Slovinsko (86-111, 65-102)

NH Ostrava - 8 ročníků
- Celkem 34 zápasů (8 - 26). 2× ve čtvrtfinálové skupině (1983 a 1999).
- 1982-83 10 zápasů (2-8 770-848) - 1. kolo Efes Pilsen SK Istanbul, Turecko (76-66, 80-83), 2. kolo Vevey Basket, Švýcarsko (97-85, 72-82), 4. místo ve čtvrtfinálové skupině A (0-6, 445-532), Banco di Roma Virtus, Itálie (70-73, 67-97), Limoges CSP, Francie (76-89, 82-90), KK Crvena Zvezda Bělehrad (84-88, 66-95)
- 1987-88 4 zápasy (2-2 371-362) - 1. kolo UBC Mattersburg, Rakousko (125-75, 100-88), 2. kolo Dietor Virtus Bologna, Itálie (63-89, 81-110)
- 1992-93 2 zápasy (0-2 137-163) - 1/32 KK Vojvodina Novi Sad, Jugoslávie (kontum. 2-0), 1/16 Panionios BC Athens, Řecko (62-82, 75-81)
- 1993-94 4 zápasy (1-3 256-289) - 1. kolo Kaposvári KK, Maďarsko (107-74, 79-94), 2. kolo BK Stroitel Samara, Rusko (70-101, 0-20) BK Nová Huť Ostrava nepřijela k zápasu do Ruska
- 1994-95 2 zápasy (1-1 123-124) - 1. kolo Zalaegerszegi TE KK, Maďarsko (61-55, 62-69), rozdíl 1 bod ve skóre
- 1995-96 2 zápasy (0-2 151-172) - 1. kolo TTL UniVersa Bamberg, Německo (81-88, 70-84)
- 1996-97 2 zápasy (0-2 142-168) - předkolo KK Interier Krško, Slovinsko (64-81, 78-87)
- 1998-99 8 zápasů (2-6 596-648) - předkolo BC Lugano, Švýcarsko (85-68, 64-76), 4. místo ve čtvrtfinálové skupině F (1-5 447-504), CB Fórum Valladolid, Španělsko (70-78, 66-73), Union Mons-Hainaut, Belgie 71-93, 70-84), JDA Dijon, Francie 95-90, 75-86)

Slavia VŠ Praha / USK Praha - 7 ročníků
- Celkem 26 zápasů (11 - 15). 2× ve čtvrtfinálové skupině (1979, 1997) a 1× osmifinále (1995).
- 1978-79 8 zápasů (4-4 624-656) - 2. kolo: MTV Wolfenbüttel (FRG) (86-82, 80-60), 3. místo ve čtvrtfinálové skupině A (2-4 462-514), Caen BC, Francie (75-87, 54-75), BC Éveil Monceau, Belgie (85-83, 87-86), KK Jugoplastika Split, Jugoslávie (84-91, 77-92)
- 1980-81 2 zápasy (1-1 154-163) - 2. kolo BC Sunair Oostende, Belgie (90-84, 64-79)
- 1988-89 2 zápasy (1-1 170-199) - 1. kolo Wiwa Vismara Cantu, Itálie (79-93, 91-106)
- 1994-95 6 zápasů (3-2, 1 nerozhodně, 531-478) - 1. kolo KK Helios Domžale, Slovinsko (106-75, 100-77), 1/32 Bnei Herzliyya SC, Izrael (95-82, 81-93), 1/16 Filodoro Fortitudo Bologna, Itálie (69-69, 80-82)
- 1995-96 2 zápasy (0-2 147-160) - 1. kolo ABC Trodat Wels, Rakousko (65-76, 82-84)
- 1996-97 8 zápasy (3-5 659-644) - předkolo KK Tikveš Kavadarci, Makedonie (104-73, 77-78), 3. místo ve čtvrtfinálové skupině A (2-4 478-493), Aris BC Soluň, Řecko (88-90, 65-77), KK Olimpija Slavoning Osijek, Chorvatsko (87-76, 73-87), KK Satex Maribor, Slovinsko (87-82, 78-81)

BK Nový Jičín - 5 ročníků
- Celkem 15 zápasů (7 - 10, 1 nerozhodně). 1× ve čtvrtfinálové skupině (2002).
- 1993-94 4 zápasy (2-2 319-327) - 1. kolo KK Alumina Skopje, Makedonie (85-73, 80-61), 2. kolo Olympique Antibes Basket, Francie (79-96, 75-97)
- 1994-95 2 zápasy (1-1 172-174) - 1. kolo KK Franck Dona Záhřeb, Chorvatsko (102-101, 70-73), rozdíl 2 bodů ve skóre
- 1996-97 2 zápasy (1-1 161-174) - předkolo BC Echo Houthalen, Belgie (77-64, 85-110)
- 2000-01 2 zápasy (0-2 169-183) - 1. kolo UBC S. Oberwart Gunners, Rakousko (82-95, 87-88)
- 2001-02 8 zápasů (4-3, 1 nerozhodně, 169-180) - 1. kolo Debreceni Vadkakasok KSE, Maďarsko (78-78, 95-81), 3. místo ve čtvrtfinálové skupině G (3-3 478-493), KK Prokom Trefl Sopoty, Polsko (88-96, 89-107), KK Pivovarna Laško, Slovinsko (103-101, 88-95), BK EVRAZ Jekatěrinburg, Rusko (105-84, 87-82)

Spartak ZJŠ Brno / Zbrojovka Brno / BC Brno - 4 ročníky
- Celkem 14 zápasů (5 - 9). 1× ve čtvrtfinálové skupině (1981).
- 1980-81 8 zápasů (3-5 756-733) - 2. kolo Stade Français BC Paris, Francie (95-75, 74-76), 2. místo ve čtvrtfinálové skupině C (2-4 587-582), KK Jugoplastika Split, Jugoslávie (90-96, 110-102), AS Aris Soluň, Řecko (114-83, 87-101), Carrera Reyer Venezia, Itálie (109-110, 77-90)
- 1981-82 2 zápasy (1-1 146-163) - 2. kolo Latte Sole Fortitudo Bologna, Itálie (60-59, 86-104)
- 1991-92 2 zápasy (1-1 164-178) - 1. kolo TVG Trier, Německo (102-80, 62-98)
- 2001-02 2 zápasy (0-2 144-208) - 1. kolo KK Prokom Trefl Sopot, Polsko (84-103, 60-105)

BK Opava - 2 ročníky
- Celkem 18 zápasů (13 - 5). 1× ve čtvrtfinálové skupině (2001) a 1× ve čtvrtfinále (2002).
- 2000-01 8 zápasy (5-3 687-662) - 1/32 KK Kovinotehna Savinjska Polzela, Slovinsko (91-62, 79-88), 3. místo ve čtvrtfinálové skupině A (3-3 517-512), Ricoh Astronauts Amsterdam, Holandsko (82-76, 94-98), KK Prokom Trefl Sopoty, Polsko (94-92, 77-86), MKS Hoop Pekaes Pruszków, Polsko (80-65, 90-95)
- 2001-02 10 zápasů (8-2 884-809) - 1. kolo KK Záhřeb, Chorvatsko (96-72, 84-82), 1. místo ve čtvrtfinálové skupině F (5-1 560-510) Büyük Kolej SK Ankara, Turecko (88-70, 91-88), Paks, Maďarsko (103-84, 81-79), Chimki Moskva, Rusko (117-94, 80-95), 1/8 Maccabi Ironi Ramat-Gan BC (80-69, 64-86)

BK JIP Pardubice - 1 ročník
- 1993-94 2 zápasy (1-1 169-180) - 1. kolo KK MZT Skopje, Makedonie (97-82, 81-111)

### slovenské kluby
BK Inter Bratislava - 9 ročníků
- Celkem 48 zápasů (21 vítězství - 27 porážek), 4× ve čtvrtfinálové skupině (1978, 1979, 1999, 2000).
- 1977-78 8 zápasů (2-6 734-779) - 1. kolo seker SK Ankara, Turecko (106-77, 70-86), 4. místo ve čtvrtfinálové skupině B (1-5 558-586), Scavolini Pesaro, ITA (111-92, 83-95), KK Bosna Sarajevo (100-115, 84-96), AS Berck Basket (92-95, 88-93)
- 1978-79 8 zápasů (5-3 671-640) - 2. kolo: LKS Lodž, Polsko (98-77, 98-89), 2. místo ve čtvrtfinálové skupině A (3-3 475-474), Arrigoni AMG Sebastiani Basket Rieti, Itálie (80-86, 69-85), EB Orthez FRA (89-73, 75-84), KK Cibona Záhřeb, Jugoslávie (83-68, 79-78)
- 1987-88 4 zápasy (2-2 434-322) - 1. kolo GS Olympía Nicosia, Kypr (153-58, 118-54), 2. kolo Hapoel Tel-Aviv BC, Izrael (86-111, 77-99)
- 1988-89 4 zápasy (2-2 333-350) - 1. kolo Allibert Libertas Livorno, Itálie (86-81, 75-74), 2. kolo Hapoel Tel-Aviv BC, Izrael (80-91, 92-104)
- 1989-90 2 zápasy (2-2 344-311) - 1. kolo Varlose BBK, Dánsko (100-62, 80-71), 1/16 SKA Alma-Ata, Rusko (78-75, 86-103)
- 1990-91 2 zápasy (1-1 143-151) - 1. kolo BK Citroën Klagenfurt, Rakousko (84-82, 59-69)
- 1993-94 2 zápasy (1-1 165-176) - 1. kolo KK Zrinjevac Záhřeb, Chorvatsko (75-88, 90-88)
- 1998-99 6 zápasů (3-3 426-391) - předkolo BBC Résidence Walferdange, Lucembursko (108-39, 83-54), 3. místo ve čtvrtfinálové skupině A (1-3, 235-298), KK Radnički Bělehrad, Jugoslávie (83-85, 52-80), Galatasaray SK Istanbul, Turecko 67-62, 33-71)
- 1999–2000 8 zápasů (1-7 564-596) - předkolo KK Rogla Atras Zreče, Slovinsko (87-64, 70-58), 4. místo ve čtvrtfinálové skupině E (0-6 407-474) Besiktas JK, Turecko (74-76, 52-62), Hapoel Galil Elyon BC (78-87, 71-86), Aeroporti di Roma Virtus, Itálie (64-83, 68-80)

BC Prievidza - 6 ročníků
- Celkem 18 zápasů (6 - 12), 1× . 1× ve čtvrtfinálové skupině (1997).
- 1990-91 2 zápasy (0-2 172-193) - 1. kolo KK Kalev Tallinn, Estonsko (85-86, 87-107)
- 1991-92 2 zápasy (1-1 151-163) - 1. kolo Cukurova Üniver. SK Adana, Turecko (87-83, 64-80)
- 1992-93 4 zápasy (1-3 407-415) - 1. kolo BK Akademik Varna (BUL) (131-89, 91-96), 1/32: Taugrés Baskonia Vitoria, Španělsko (93-119, 92-111)
- 1993-94 2 zápasy (1-1 162-166) - 1. kolo Galatasaray SK Istanbul, Turecko (89-75, 73-91), rozdíl 4 bodů ve skóre
- 1996-97 8 zápasů (3-5 624-663) - předkolo BBC Belgacom Aalst, Belgie (78-64, 84-81), 4. místo ve čtvrtfinálové skupině K (1-5 462-518) CSK VVS Samara, Rusko (96-99, 92-98), AO Sporting Athény, Řecko (66-76, 63-74), Plannja Basket Lulea, Švédsko (85-82, 60-89)

BK Iskra Svit - 3 ročníky
- Celkem 12 zápasů (1 - 10 - 1 nerozhodně). 1× ve čtvrtfinálové skupině (1999).
- 1995-96 2 zápasy (0-2 121-137) - 1. kolo KK Slavonska Banka Osijek, Chorvatsko (62-67, 59-70)
- 1996-97 2 zápasy (0-2 122-133) - předkolo KK Spartak Subotica, Jugoslávie (57-59, 65-74)
- 1998-99 8 zápasů (1-6, 1 nerozhodně 546-180) - předkolo BK Ficosota Shumen (BUL) (76-61, 73-73), 4. místo ve čtvrtfinálové skupině P (0-6 397-518), Darüsafaka SK, Turecko (61-89, 67-108), KK Beobanka Bělehrad, Jugoslávie (57-64, 73-92), Iráklio Minoan Lines OAA, Řecko (78-84, 61-81)

BK Pezinok - 2 ročníky
- Celkem 10 zápasů (4 - 6). 1× ve čtvrtfinálové skupině (1997).
- 1995-96 2 zápasy (1-1 197-208) - 1. kolo Aarhus BK Brandby, Dánsko (95-113, 102-95)
- 1996-97 8 zápasů (3-5 625-642) - předkolo AZS Elana Toruň, Polsko (97-85, 81-82), 4. místo ve čtvrtfinálové skupině C (2-4 447-475), Montpellier Basket, Francie (78-65, 65-86), BK Samara, Rusko (83-80, 81-89), KK Beobanka Bělehrad, Jugoslávie (67-70, 73-85)

Slávia TU Košice - 1 ročník - 1× v osmifinále (1993-94)
- 1993-94 6 zápasů (4-2 491-442) - 1. kolo BC Zorile Chisinău, Moldávie (107-67, 96-61), 1/32 KK Slavonska Banka Osijek, Chorvatsko (91-66, 83-80), 1/16 US Scavolini Victoria Libertas Pesaro, Itálie (59-82, 55-86)

BK Trenčín - 3 ročníky
- Celkem 8 zápasů (1 - 7)
- 1992-93 2 zápasy (0-2 153-184) - 1/32 HKS Stal Bobrek Bytom, Polsko (83-96, 70-88)
- 1994-95 4 zápasy (1-3 258-315) - 1. kolo KK Neca Kaunas, Litva (83-65, 57-72), 1/32 Filodoro Fortitudo Bologna, Itálie (60-94, 58-84)
- 1995-96 2 zápasy (0-2 127-164) - 1. kolo Belgacom Union Mons-Hainaut Quaregnon, Belgie (59-61, 68-103)

BK Baník Handlová - 3 ročníky
- Celkem 6 zápasů (0 - 6)
- 1991-92 2 zápasy (0-2 148-200) - 1. kolo Iraklís BC Soluň, Řecko (79-89, 69-111)
- 1993-94 2 zápasy (0-2 139-159) - 1. kolo KK Slovenica Koper, Slovinsko (76-80, 63-79)
- 1994-95 2 zápasy (0-2 144-182) - 1. kolo MKS Polonia Przemysl, Polsko (75-100, 69-82)

BK VŠDS Žilina - 2 ročníky
- Celkem 4 zápasy (1 - 3)
- 1991-92 2 zápasy (1-1 184-195) - 1. kolo Tungsram SC Budapest, Maďarsko (88-84, 96-111)
- 1994-95 2 zápasy (0-2 157-173) - 1. kolo KK TAM Bus Maribor, Slovinsko (74-88, 83-85)